# اليأس (فلم)
اليأس (فيلم) (بالإنجليزية: Despair) (بالألمانية: Despair) فيلم لعام 1978 من إخراج راينر فيرنر فاسبيندر Rainer Werner Fassbinder وبطولة ديرك بوجارد، مأخوذ عن رواية تحمل نفس الأسم للكاتب فلاديمير نابوكوف، وهو أول فيلم باللغة الإنجليزية لفاسبيندر ودخل في مهرجان كان السينمائي عام 1978 Cannes Film Festival.
على غرار الرواية، فإن نغمة الفيلم ساخرة، والحبكة تشبه في الغالب الرواية، على الرغم من أن أحد الشخصيات الرئيسية قد تغير بشكل كبير في التعديل.

## طاقم التمثيل
- ديرك بوجارد: في دور هيرمان هيرمان
- أندريا فيريول: في دور ليديا هيرمان
- كلاوس لوفيتش: في دور فيليكس ويبر
- فولكر شبنجلر: في دور أرداليون
- بيتر كيرن: في دور مولر
- الكسندر اليرسون: في دور ماير
- جوتفريد جون: في دور بيريبرودوف
- هارك بوم: في دور طبيب
- برنارد ويكي: في دور أورلوفيوس
- أدريان هوفن: في دور المفتش شيلينج
- روجر فريتز: في دور المفتش براون
- واي سالو: في دور السي
- أرمين ماير: في دور التوأم الأول / التوأم الثاني / فورمان
- إنغريد كافين: في دور موظفة استقبال في الفندق
- فولي جيلر: في دور مدام[6]

## أحداث الفيلم
يعيش هيرمان هيرمان في برلين خلال فترة جمهورية الرايخ (1918 – 1933)، وهو لاجئ من روسيا السوفيتية، والده ألماني من البلطيق ووالدته يهودية ثرية، وقد ورث عملاً في صناعة الشوكولاتة، زوجته ليديا، هي جميلة ولكنها ليست ذكية، لديها علاقة وثيقة مع أبن عمها العازب، وهو رسام يدعى ارداليون.
يعم الكساد الكبير ويبدأ البلطجية النازيون في إستهداف الأعمال التجارية اليهودية، ومع إنخفاض أرباح شركته وقلة ضيافة ألمانيا، يبدأ هيرمان في الحلم بالهروب، ويستشير لذلك رجلًا يعتقد أنه طبيب نفسي في فيينا، بينما هو مندوب شركة تأمين على الحياة يحاول بيع بوليصة تأمين. يلتقي هيرمان بعاطلاً عن العمل يدعى فليكس، ويقرر أنه يتشابه معه تماما، ولكن فيليكس يرتبك لأنه لا يرى أي تشابه يتجاوز الطول والعمر، ويتماشى مع الفكرة عندما يعده هيرمان بوظيفة. يتضح أن العمل هو أن يكون بمثابة بديل لهيرمان مقابل مبلغ كبير. يصبح هيرمان قادر الآن على إنهاء خطته، التي تقضي بمحو كل آثار وجوده غير المرغوب فيه، وبعد أن يجعل ارداليون عشيق زوجته، يكتب رسالة يطالبه بالمال مقابل أن يترك ليديا ويرحل إلى سويسرا للرسم هناك، ويظهر الرسالة إلى مندوب التأمين كدليل على تعرضه للإبتزاز، ثم يخبر ليديا أن لديه شقيقًا توأمًا مضطربًا يفكر في الإنتحار وسوف يغير ملابسه مع شقيقه، بحيث يتم أعتبار الجثة إنها جثته، وينتظر في سويسرا، وعندما تحصل ليديا على أموال التأمين، تلحق به هناك.
يلتقي هيرمان بفيليكس في الغابة، ويقوم بتبديل ملابسه مع فيلكس ثم يقتله ويرتدي زي فيليكس ويحمل جواز سفر فيليكس، ويذهب إلى فندق سويسري، حيث يعلم من الصحف أن شرطة برلين تبحث عن القاتل وتشتبه في أنه هو. يتحرك في حالة يأس متزايدة من قرية إلى أخرى، في النهاية يعثر عليه أرداليون والشرطة المسلحة، وهو يدعي أنه ممثل يصنع فيلمًا ويجب أن يتنحوا جانبًا للسماح له بالإستمرار في فيلمه.

## الإنتاج
كان الفيلم أول فيلم باللغة الإنجليزية لفاسبيندر وأغلى فيلم له حتى الآن، بتكلفة 2.6 مليون دولار، مقارنة بأفلامه السابقة التي كانت ميزانياتها تقل عن 300 ألف دولار.

## الإستقبال
منح موقع الطماطم الفاسدة Rotten Tomatoes الفيلم تقييم 65%.

## وصلات خارجية
- مقالات تستعمل روابط فنية بلا صلة مع ويكي بيانات